# Тольо Левов
Христодул (Тольо) Левов е български просветен деец от Южна Македония.

## Биография
Тольо Левов е роден в 1854 година в лъгадинското село Айватово, тогава в Османската империя, днес в Гърция. Завършва Робърт колеж в 1883 година, след което започва да преподава. През учебната 1900/1901 година е назначен от Демирхисарската българска община за учител в града. Учител е в Демирхисар и в учебната 1904/1905 година, като главният учител Стефан Иванов го определя като стар учител, който преподава догматически и е понякога груб към децата. През учебната 1909/1910 година преподава в Гевгели, по назначение от Гевгелийската българска община.